# Championnat du Soudan de football 2020-2021
Navigation
Saison précédente Saison suivante
La saison 2020-2021 du Championnat du Soudan de football est la cinquante-septième édition de la première division au Soudan, la Sudan Premier League. Le championnat se déroule avec une poule de seize équipes qui se rencontrent deux fois. À la fin de ce championnat les deux derniers sont relégués directement.
Le club  Al Hilal Omdurman termine champion du Soudan et remporte son 28e titre, il détient le record de titres.

## Qualifications continentales
Les deux premiers du classement se qualifient pour la prochaine édition de la Ligue des champions de la CAF. Le 3e et le vainqueur de la Coupe du Soudan disputeront la Coupe de la confédération 2021-2022.

## Les clubs participants
- Al Hilal Omdurman
- Hay Al Arab Port-Soudan
- Al Ahli Merowe
- Al Amal Atbara
- Al Hilal Obayid
- Al Ahli Khartoum
- Hay Al-Wadi
- Al Merreikh Omdurman
- Al Hilal Kaduqli
- Al Merreikh Al Fasher
- Al Khartoum SC
- Al Ahly Shendi
- Al-Shorta Al-Qadarif
- Al Hilal Port-Soudan - Promu de D2
- Tuti SC Khartoum - Promu de D2
- Al-Hilal Al-Fasher

## Compétition
Le barème de points servant à établir les classements se décompose ainsi :
- Victoire : 3 points
- Match nul : 1 point
- Défaite : 0 point

### Classement
| Rang | Équipe                  | Pts | J  | G  | N  | P  | Bp | Bc | Diff |
| ---- | ----------------------- | --- | -- | -- | -- | -- | -- | -- | ---- |
| 1    | Al Hilal Omdurman       | 79  | 30 | 25 | 4  | 1  | 75 | 10 | +65  |
| 2    | Al Merreikh OmdurmanT   | 68  | 30 | 20 | 8  | 2  | 50 | 16 | +34  |
| 3    | Hay Al-Wadi             | 47  | 30 | 12 | 11 | 7  | 35 | 25 | +10  |
| 4    | Hay Al Arab Port-Soudan | 42  | 30 | 11 | 9  | 10 | 26 | 32 | -6   |
| 5    | Al Khartoum SC          | 41  | 30 | 11 | 8  | 11 | 34 | 34 | 0    |
| 6    | Al Hilal Obayid         | 41  | 30 | 10 | 11 | 9  | 25 | 32 | -7   |
| 7    | Al Amal Atbara          | 39  | 30 | 10 | 9  | 11 | 25 | 29 | -4   |
| 8    | Al-Hilal Al-Fasher      | 38  | 29 | 10 | 8  | 11 | 34 | 38 | -4   |
| 9    | Al Ahli Merowe          | 38  | 30 | 9  | 11 | 10 | 24 | 28 | -4   |
| 10   | Al Hilal Port-Soudan P  | 35  | 30 | 10 | 5  | 15 | 25 | 33 | -8   |
| 11   | Al-Shorta Al-Qadarif    | 35  | 30 | 8  | 11 | 11 | 28 | 36 | -8   |
| 12   | Al Ahly Shendi          | 34  | 30 | 9  | 7  | 14 | 21 | 27 | -6   |
| 13   | Tuti SC Khartoum P      | 33  | 20 | 8  | 9  | 13 | 24 | 39 | -15  |
| 14   | Al Ahli Khartoum        | 32  | 30 | 7  | 11 | 12 | 17 | 28 | -11  |
| 15   | Al Merreikh Al Fasher   | 24  | 30 | 6  | 6  | 18 | 15 | 32 | -17  |
| 16   | Al Hilal Kaduqli        | 22  | 29 | 4  | 10 | 15 | 19 | 38 | -19  |

|  | Qualification pour la Ligue des champions de la CAF 2021-2022           |
|  | Qualification pour la Coupe de la confédération 2021-2022               |
|  | Relégation directe                                                      |
|  | T : Tenant du titre C : Vainqueur de la Coupe du Soudan P : Promu de D2 |

## Bilan de la saison
| Championnat du Soudan de football 2020-2021                        |                               |
| Champion                                                           | Al Hilal Omdurman (28e titre) |
| Qualifications continentales                                       |                               |
| Ligue des champions de la CAF 2021-2022                            | Al Merreikh Omdurman          |
| Ligue des champions de la CAF 2021-2022                            | Al Hilal Omdurman             |
| Coupe de la confédération 2021-2022                                | Al Ahli Merowe                |
| Coupe de la confédération 2021-2022                                | Hay Al-Wadi                   |
| Promotions et relégations                                          |                               |
| Promus en Premier League                                           |                               |
| Relégués en Championnat du Soudan de football de deuxième division | Al Merreikh Al Fasher         |
| Relégués en Championnat du Soudan de football de deuxième division | Al Hilal Kaduqli              |